# خاندان اوگاساوارا
خاندان اوگاساوارا (انگلیسی: Ogasawara clan) یکی از خاندان‌های ژاپن بود این خاندان عهده دار مقام شوگو (فرماندار محلی) از (۱۱۸۵–۱۶۰۰ میلادی) بر ولایت شینانو بود.